# موشامی رابینسون
موشامی رابینسون (انگلیسی: Moushaumi Robinson؛ زادهٔ ۱۳ آوریل ۱۹۸۱) دونده اهل ایالات متحده آمریکا است.